# Distretto di Chocope
Il distretto di Chocope è uno degli otto distretti della provincia di Ascope, in Perù. Si trova nella regione di La Libertad e si estende su una superficie di 100,24  chilometri quadrati.